# Glomopsis lonicerae
Glomopsis lonicerae är en svampart som beskrevs av Donk 1966. Glomopsis lonicerae ingår i släktet Glomopsis och familjen Platygloeaceae.   Inga underarter finns listade i Catalogue of Life.